# 尼亚加拉广场
尼亚加拉广场（Niagara Square）是一个城市广场，位于布法罗特拉华大道、法院街、吉纳西街（Genesee Street）和尼亚加拉街的交叉路口。这是约瑟夫·埃利科特在1804年为当时的新阿姆斯特丹村设计的原始街道网的中心枢纽，现在仍然是布法罗的市中心。

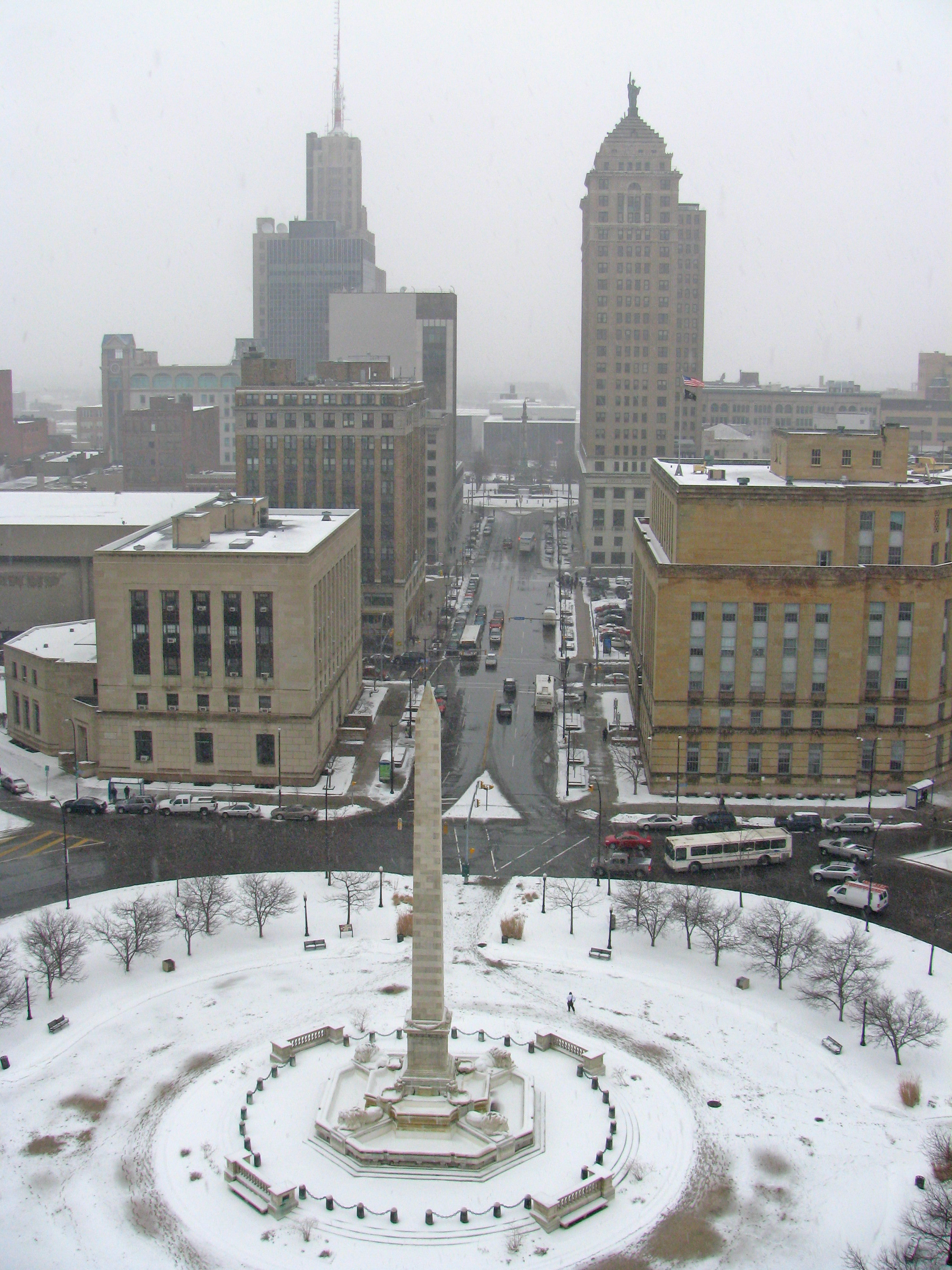
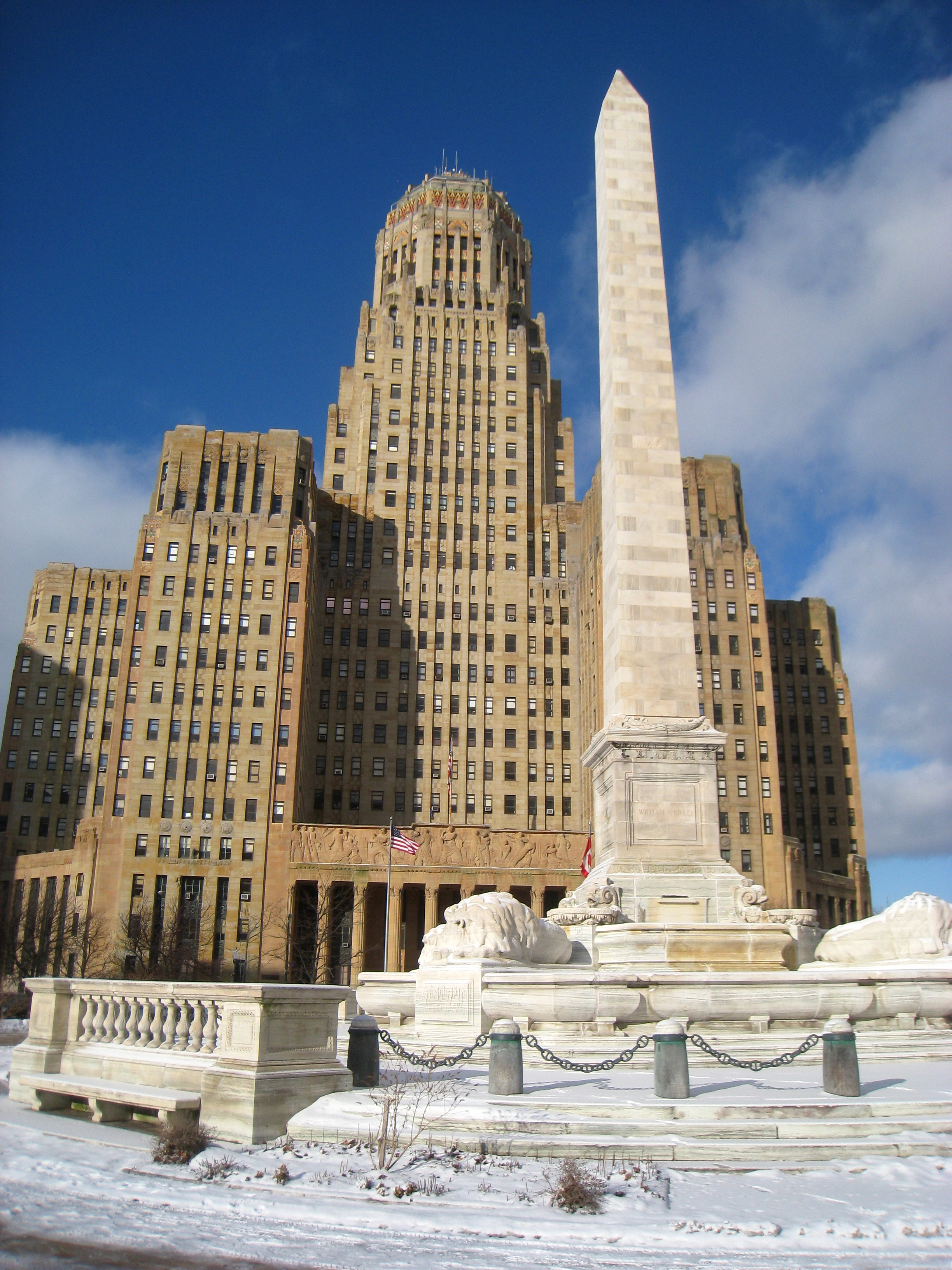
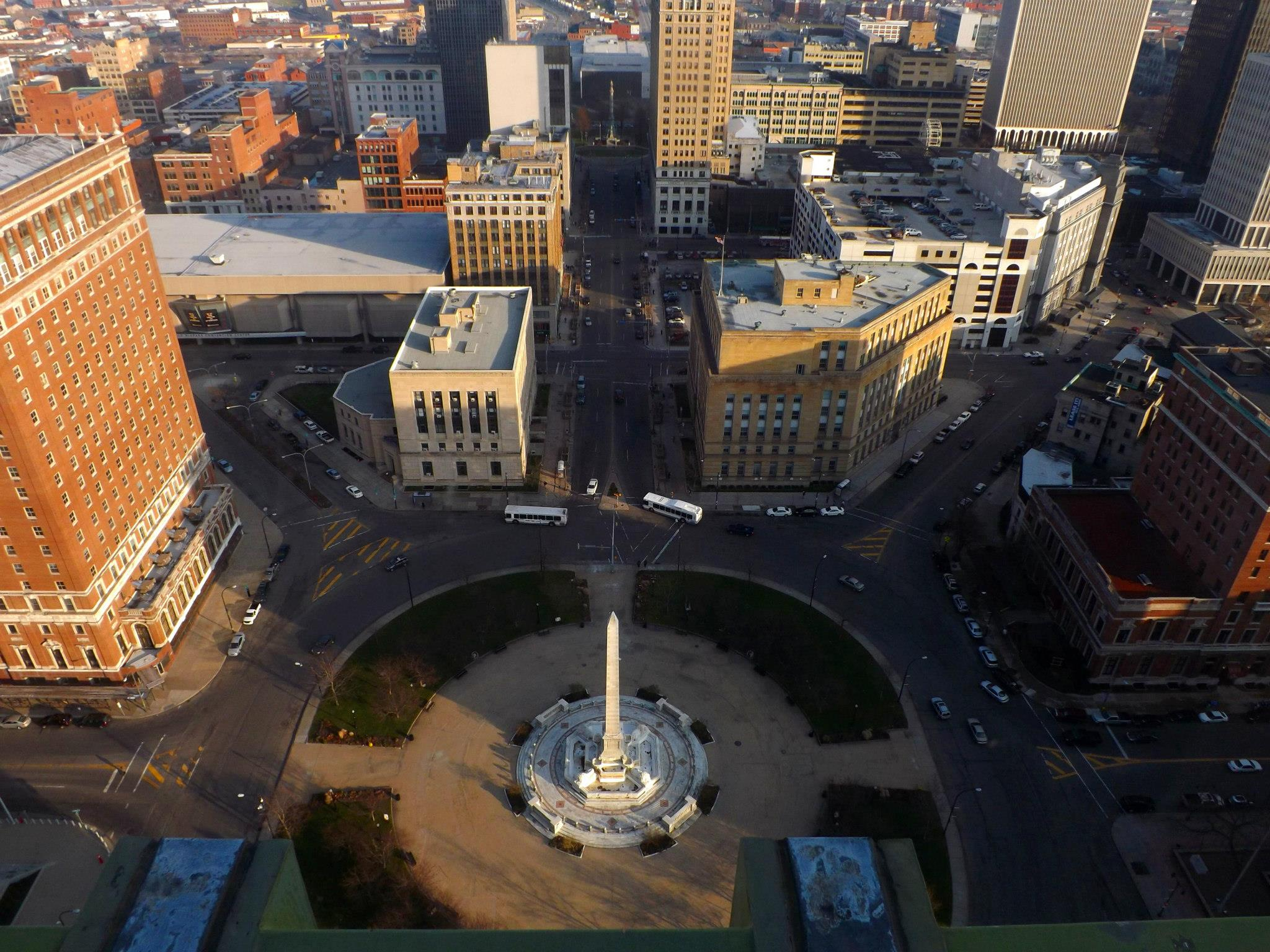
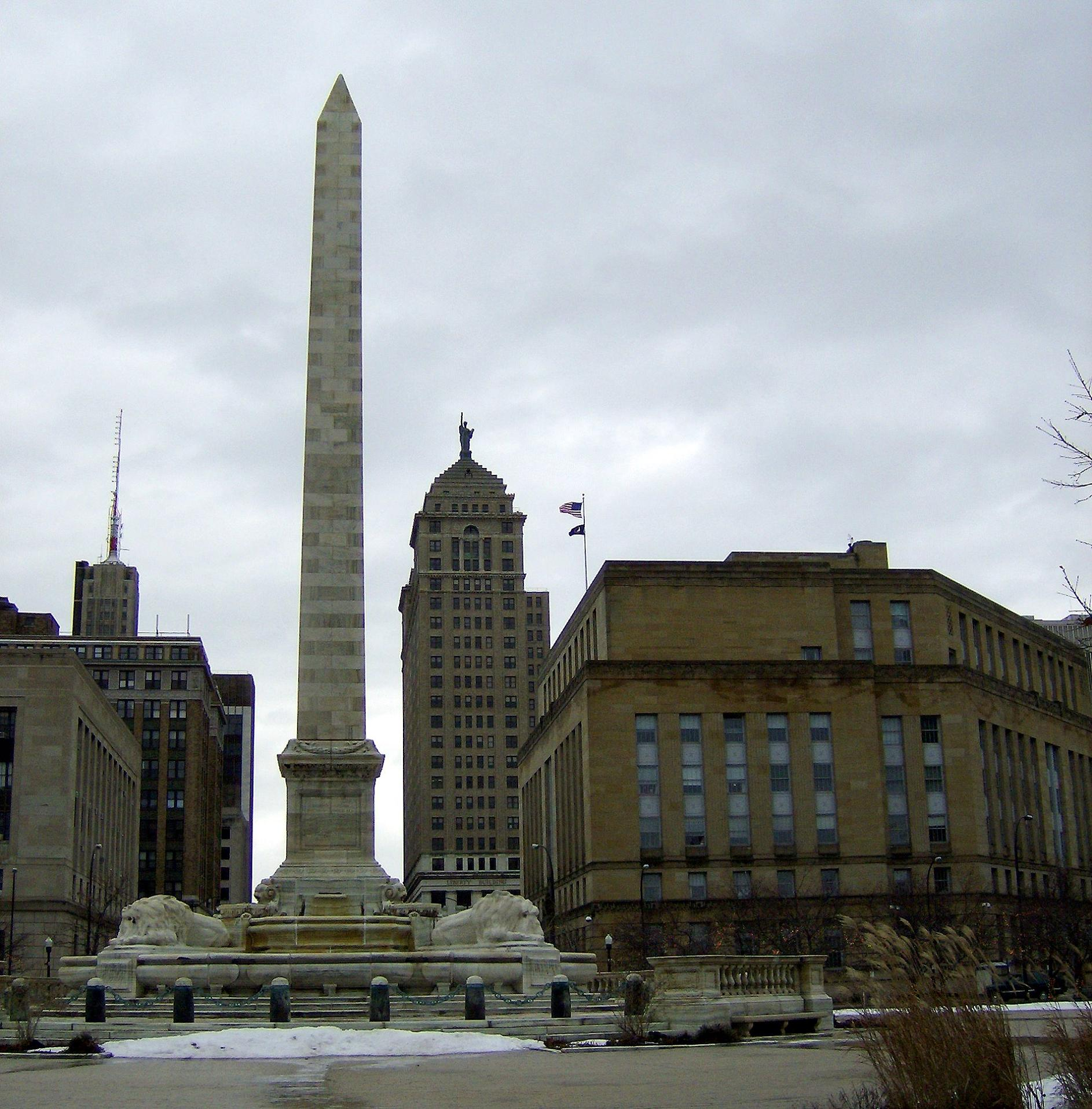
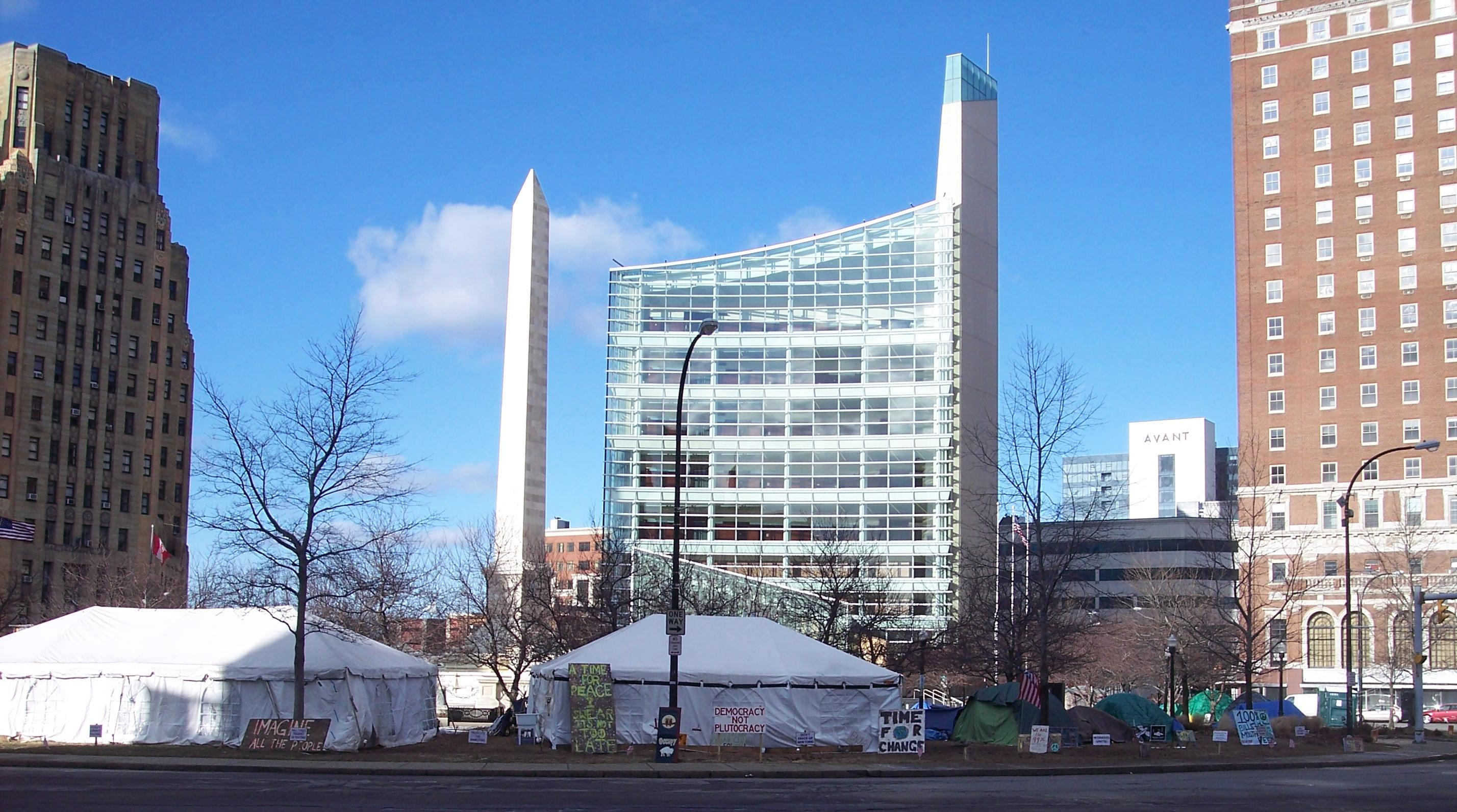